# Andrea Corsali
Andrea Corsali (Firenze, 29 giugno 1487 – ...) è stato un navigatore italiano. Gli è stata dedicata una via ad Umbertide.

## Le origini

### Il cognome Corsali
Il cognome Corsali, piuttosto inusuale, sembra in relazione con "corsaro", per cui egli sarebbe il discendente di un navigatore che praticò la guerra di corsa nel Mediterraneo.

### La famiglia Corsali
La famiglia Corsali, per quel che se ne sa, ebbe origine a Monteboro, in quella che fu poi la villa dei Setticelli. Il padre Giovanni (circa 1452-8 dicembre 1519) era stato priore nel 1493 e Podestà di Peccioli nel 1503. Andrea nacque il 29 giugno 1487, e al servizio dei Medici di Firenze, dei quali era molto intimo, navigò nei Mari del Sud non per motivi economici o politici, ma solo per pura sete di conoscenza. Così dice di lui L.Carrer:

### Luogo di nascita
Contrariamente ai suoi fratelli che si trovano nei registri dei battezzati di Empoli, Andrea è forse nato a Firenze, nel senso che è stato "segnato" in  Santa Maria del Fiore presso la cosiddetta Opera del Duomo fiorentina. La famiglia infatti era "pendolare" fra la casa avita di Monteboro e quella del capoluogo, dove aveva la residenza per via delle attività pubbliche del padre Giovanni. Potrebbe però anche essere nato ad Empoli ed essere poi stato registrato a Firenze per avvalorarne la cittadinanza fiorentina cui a quell'epoca tanto si teneva. Mancano però certezze in proposito.

## Navigazioni e scoperte

### Lo "scopritore ideale" dell'Australia
Fornito di un ampio bagaglio di strumenti per rilevazioni astronomiche e scientifiche, da erudito conoscitore delle scienze naturali e da acuto osservatore dei territori e dei costumi dei popoli, riportò in Italia notizie originali, accurati resoconti ed importanti scoperte. Anzitutto scoprì l'esistenza della Nuova Guinea e fece notare come Sumatra e Ceylon siano due isole ben distinte (la geografia antica le confondeva con il nome di Taprobane). Godette di ottima reputazione presso Giovanni da Empoli che ne lodò la conoscenza astronomica e geografica tanto da indicarlo al papa Leone X come il più serio dei viaggiatori dell'epoca.

La bandiera dell'Australia

Per primo, poi, intuì l'esistenza di una massa continentale a sud della Nuova Guinea, su cui fece diverse ipotesi, pur non sbarcandovi mai. Per questo molti australiani lo considerano lo "scopritore ideale" della loro terra, e quindi il vero iniziatore della loro storia. Non a caso, Andrea Corsali è scarsamente noto in Italia, ma piuttosto noto in Oceania.

### La Croce del Sud
Fu il primo a dare una descrizione astronomica della Croce del Sud, costellazione che oggi campeggia proprio nella bandiera dell'Australia, e compì importanti osservazioni sulle due Nubi di Magellano, le galassie satelliti della Via Lattea, precedendo Antonio Pigafetta che le avrebbe osservate solo quattro anni dopo. Fece rilevare gli errori di Tolomeo circa la differenza di longitudine fra la costa africana e quella dell'India, e diede un'esatta descrizione degli usi e costumi degli abitanti dell'Etiopia. Lo storico Renato Lefevre ha dimostrato usando le fonti dell'epoca che fu lui ad esportare in Africa i caratteri da stampa. Papa Leone X, che era un Medici, gli affidò una lettera da consegnare al leggendario re David d'Etiopia, conosciuto anche come prete Gianni. La missione apparve difficile sin dall'inizio: al re non ci si rivolgeva mai direttamente, ma sempre attraverso intermediari e, inoltre, non si faceva mai vedere più di una volta l'anno. L'incontro tra Andrea Corsali e il sovrano si rivelò impossibile. Tuttavia Andrea Corsali non si perse d'animo: andò in Eritrea, Abissinia e nel Golfo Persico. Poi ritornò in India e a Firenze. A quel punto se ne persero le tracce: probabilmente finì i suoi giorni in Etiopia a copiare i testi caldei.

### Relazioni di viaggio
E proprio ai Medici sono indirizzate le lunghissime relazioni che il Corsali stese dei suoi due viaggi, e che ci sono pervenute integralmente; entrambe furono spedite dall'India e pubblicate rispettivamente nel 1516 e nel 1518.
La prima è indirizzata a Giuliano de' Medici, figlio di Lorenzo il Magnifico e fratello di Leone X, e racconta del lungo viaggio compiuto da Lisbona al seguito di un'ambasceria portoghese, comprendente la circumnavigazione dell'Africa e la traversata dell'Oceano Indiano. La seconda è indirizzata a Lorenzo de' Medici duca di Urbino, e vi si parla dei territori del Mar Rosso e del golfo Persico, visitati nel corso di un'avventura dai toni drammatici. Entrambe le relazioni furono incluse da Giovan Battista Ramusio nella monumentale raccolta Delle navigazioni et viaggi, edita a Venezia nel 1550.
Non si sa quando sia morto Andrea Corsali. Il suo nome e il suo stemma furono incisi in Santa Croce nel 1898, insieme a quello di altri navigatori toscani. Firenze gli ha dedicato una strada ed Empoli un largo.